# Auxima
Auxima là một chi bướm đêm thuộc họ Geometridae.